# Lądowisko Dolina Ruchlinu-Żernica
Lądowisko Dolina Ruchlinu-Żernica – lądowisko wielofunkcyjne w Żernicy Wyżnej, położone w gminie Baligród, w województwie podkarpackim, ok. 18 km na południe od Leska. Lądowisko należy do firmy Dolina Ruchlinu Sp. z o.o. z siedzibą w Krośnie.
Lądowisko powstało w 2013. Figuruje w ewidencji lądowisk Urzędu Lotnictwa Cywilnego, dysponuje trawiastą drogą startową o długości 675 m.